# Kościół Dobrego Pasterza w Świerklańcu
Kościół Dobrego Pasterza – zabytkowy kościół parkowy znajdujący się na terenie zespołu pałacowo-parkowego rodu Henckel von Donnersmarck, obecnie kościół filialny parafii rzymskokatolickiej Chrystusa Króla w Świerklańcu.

## Historia

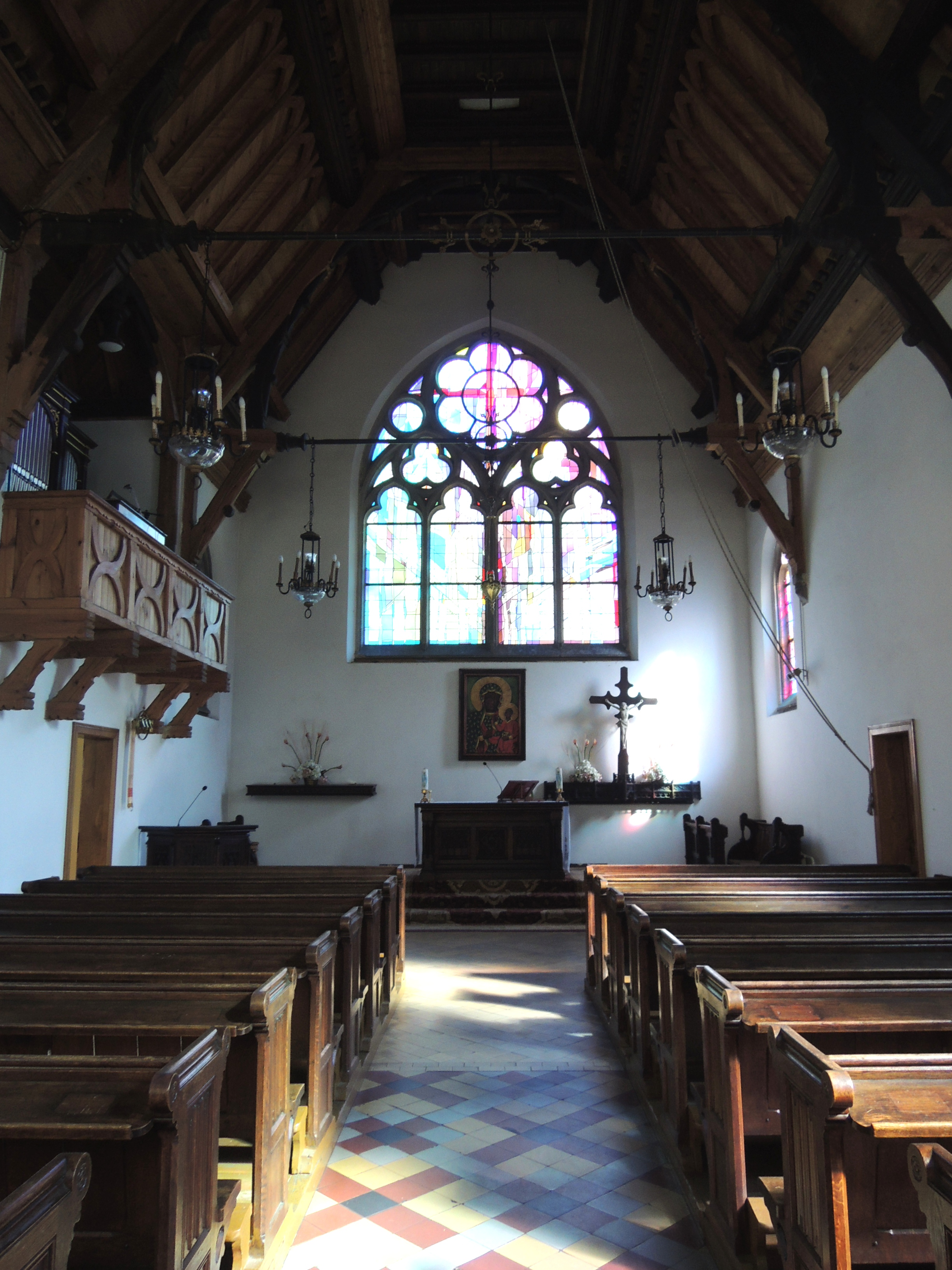
Wnętrze kościoła (2017)

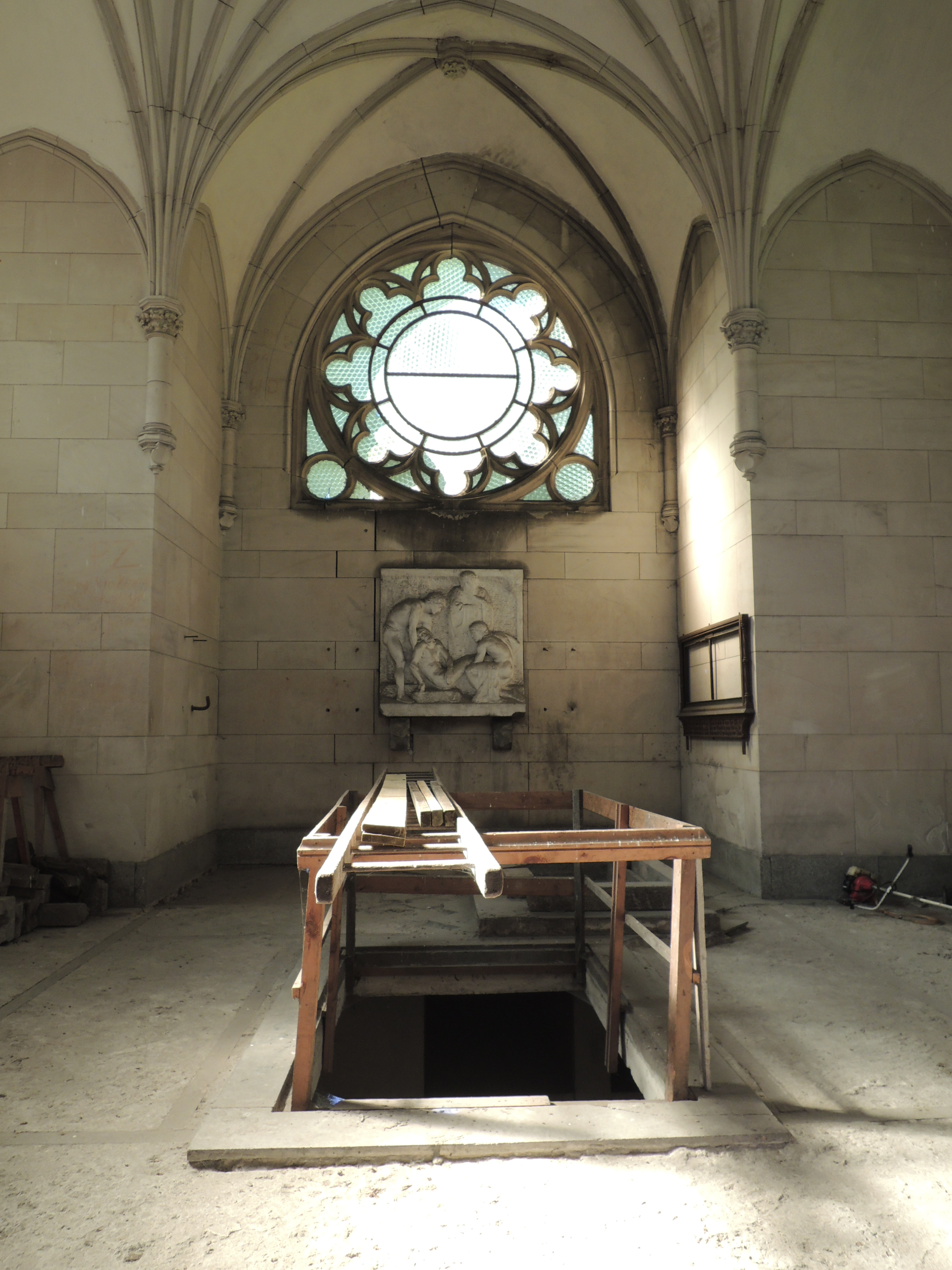
Wnętrze mauzoleum rodu Henckel von Donnersmarck w Świerklańcu (2017)

Kościół wybudowany został w latach 1896–1897 według projektu niemieckiego architekta Juliusa Carla Raschdorffa. Pełnił funkcję kościoła pałacowego, był również dostępny dla mieszkańców wsi wyznania ewangelickiego. W tym celu zlokalizowany został w oddaleniu od pałacu, blisko drogi, tak aby uczestnicy nabożeństw nie naruszali prywatności właściciela zamku. Inspiracją do projektu kościoła była niewielka świątynia wybudowana przy pałacu Monbijou w Berlinie dla cesarzowej Wiktorii.
Kościół funkcjonował do 1945 roku. Po 1945 wraz z mauzoleum został splądrowany. W 1957 roku przejęła go miejscowa parafia rzymskokatolicka, stan taki trwał do 1959, kiedy to zakazano odprawiania w nim nabożeństw. Obiekt stał nieużytkowany do 1981. Wówczas ponownie otrzymała go świerklaniecka rzymskokatolicka parafia. W kościele przeprowadzono prace remontowe. W dniu 28 sierpnia 1983 roku poświęcił go ks. bp. Herbert Bednorz, nadając mu imię Dobrego Pasterza. Kościół posiada też drugie wezwanie - Matki Boskiej Częstochowskiej.

## Architektura
Kościół wybudowany jest w stylu neogotyckim (z odniesieniami do geometrycznego gotyku angielskiego tzw. Decorated Style), orientowany, murowany z cegły z detalem wykonanym z piaskowca. Wejście główne umieszczone jest w elewacji zachodniej, poprzedzone niewielką kruchtą. W elewacji południowej znajduje się wejście, które przeznaczone było dla rodziny książęcej, poprzedzone zadaszonym podjazdem. Niewielkie salowe wnętrze nakryte jest otwartą więźbą dachową wspartą na kroksztynach. W ścianie północnej znajduje się drewniana empora - chór muzyczny. Duże okna maswerkowe wypełniają współczesne witraże z 1998 roku, zaprojektowane przez Wernera Lubosa, wykonane przez zakład witrażowy Anny i Ireneusza Zarzyckich, z wkomponowanymi cytatami z modlitwy „Ojcze nasz” w różnych językach.

## Mauzoleum książąt Henckel von Donnersmarck
Po stronie północnej kościoła wybudowano w latach 1903–1905 mauzoleum na planie krzyża greckiego. Zostało ono połączone z budynkiem świątyni otwartym krużgankiem na rzucie litery L. Mauzoleum i krużganek zaprojektował autor kościoła - Julius Carl Raschdorff. Podobnie jak kościół obiekty te wykonane są z cegły i piaskowca, w stylu neogotyckim. Wysoki dach obiektu wieńczy postać anioła wykonana z trybowanej miedzi. Wnętrze nakryte jest sklepieniami gwiaździstym oraz krzyżowo-żebrowymi.
Mauzoleum jest dwupoziomowe. W części górnej mieściły się sarkofagi, w części dolnej, wykonanej z betonu, umieszczono 19 komór grobowych. W mauzoleum pochowani zostali książę Guido Henckel von Donnersmarck wraz z jego dwiema żonami: Blanka de Païva i Katerina von Slegzow vel Slepcow(jako wyznawczyni prawosławia pochowana została w ziemi, a nie w komorze grobowej). Mauzoleum zostało splądrowane po 1945 roku. Z wyposażenia zachowała się jedynie płaskorzeźba „Złożenie do grobu”.